# Gertrudenkirchhof

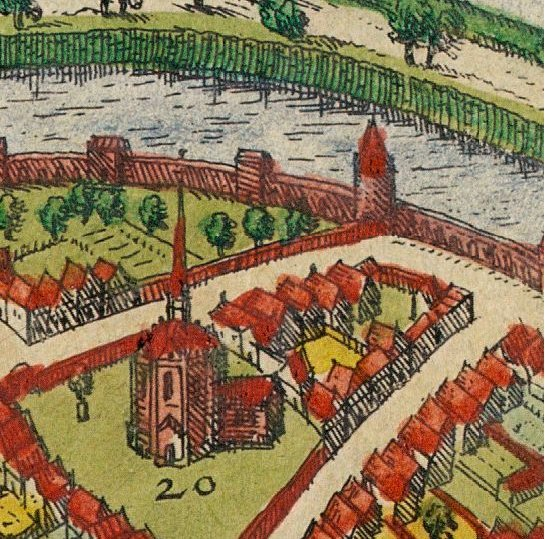
Gertrudenkapelle aus dem Stich Hambvrgvm von Georg Braun und Franz Hogenberg ca. 1590

Der Gertrudenkirchhof ist ein Platz in Nordosten der Hamburger Innenstadt (Stadtteil Hamburg-Altstadt), zwischen Spitalerstraße und Rosenstraße. Er geht vermutlich auf einen um 1350 angelegten Pestfriedhof zurück; später befand sich hier bis zum Hamburger Brand von 1842 die namensgebende Gertrudenkapelle.

## Gertrudenkapelle

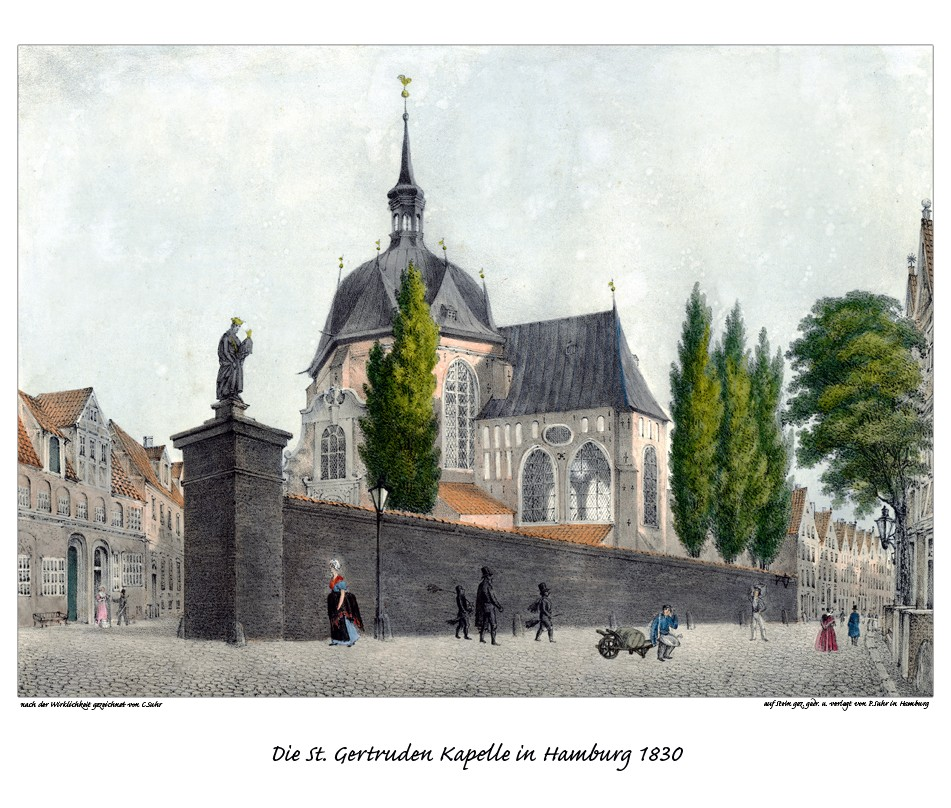
Gertrudenkapelle, Lithografie der Gebrüder Suhr (1830)

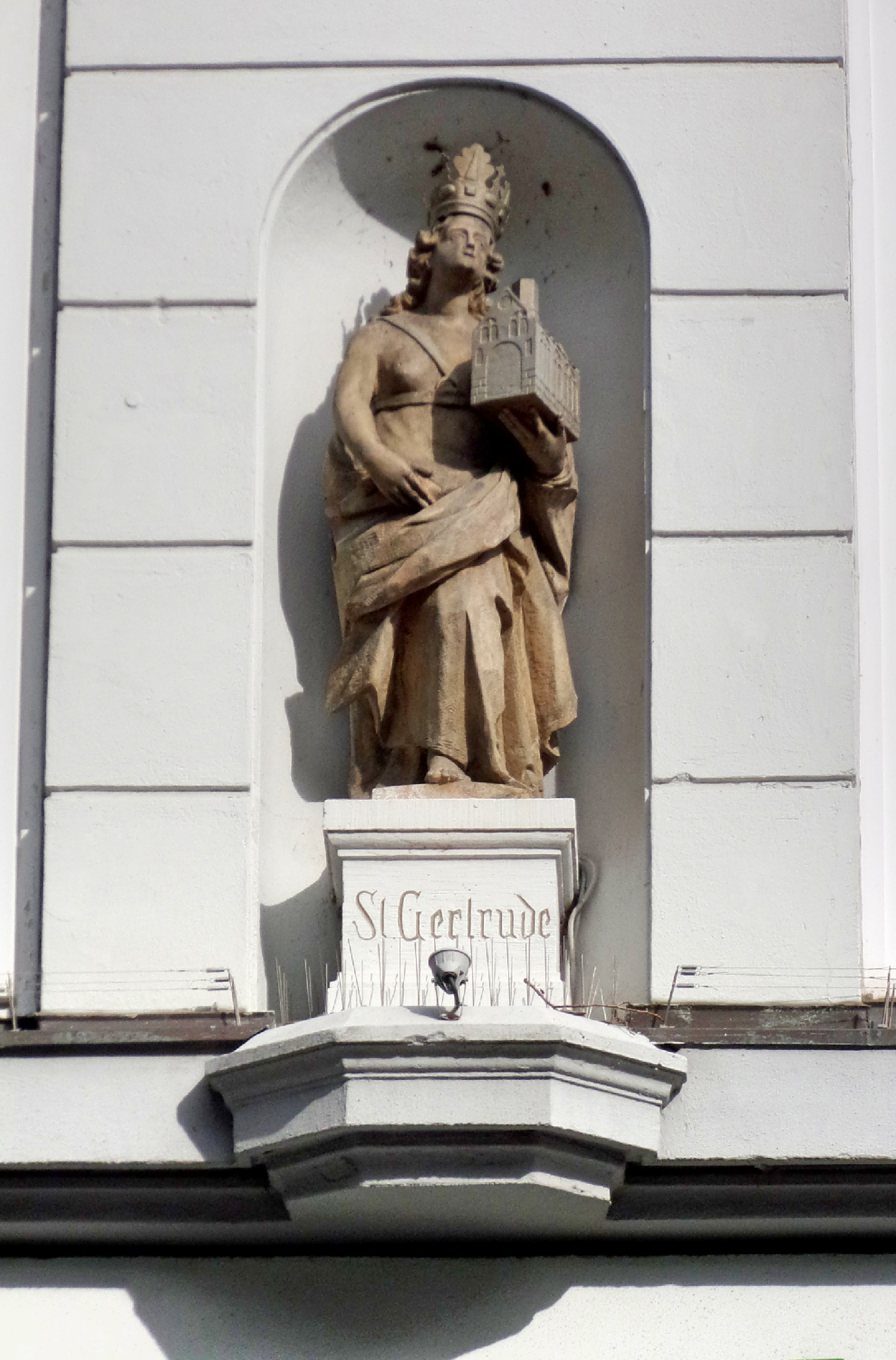
Gertruden-Skulptur am Haus Gertrudenkirchhof 6

1391 wurde eine Stiftungsurkunde von zwei Bruderschaften ausgestellt, der Bruderschaft zu Sankt Gertruden, die sich den Armenbegräbnissen auf dem Pestfriedhof von 1350 widmete, und der Allerheiligen-Bruderschaft der Maurer und anderer Bauhandwerker. Der wahrscheinlich 1399 fertiggestellte Bau der Kapelle war ein achteckiger Zentralbau mit eingesetzten Kapellen mit jeweils eigenem Giebel. Im 15. Jahrhundert wurde im Osten ein Chor angefügt und das ursprüngliche Faltdach durch eine neue Konstruktion ersetzt.
Zur Ausstattung gehörte ein Hauptaltar der heiligen Gertrud und ein Allerheiligen-Altar der Maurerbruderschaft, drei weitere Altäre waren Mariä Verkündigung, der heiligen Ursula und der heiligen Alegunde geweiht.
Nach der Reformation wurde die Kirche zunächst nicht mehr genutzt. 1605–1607 erhielt sie eine neue Orgel von Hans Scherer dem Älteren. Die Beschreibung des Einweihungsgottesdienstes 1607 in einem Predigtdruck von Lucas von Cölln enthält wertvolle Hinweise auf die Kirchenmusikpraxis in Hamburg zu dieser Zeit. Danach wurden wieder regelmäßige Gottesdienste in St. Gertrud von Diakonen der Hauptkirche St. Jakobi gehalten.
In der Nacht des großen Hamburger Brandes vom 7. auf den 8. Mai 1842 wurde die Kirche stark beschädigt. Obwohl ein Gutachten den Wiederaufbau empfahl, wurden die Reste der Kapelle 1847 abgetragen. Der Name ging später auf die 1885 geweihte Gertrudenkirche auf der Uhlenhorst über. Die ehemaligen „Gotteswohnungen“ für bedürftige Gemeindeglieder wurden in ein Wohnstift St. Gertrud umgewandelt, das heute an der Bürgerweide im Stadtteil Borgfelde ansässig. ist. Aus der Ausstattung der Kapelle sind nur zwei Holzfiguren erhalten, eine Anna selbdritt und eine Heilige, die vielleicht die heilige Gertrud darstellt. Beide Figuren sind heute im Museum für Hamburgische Geschichte ausgestellt.

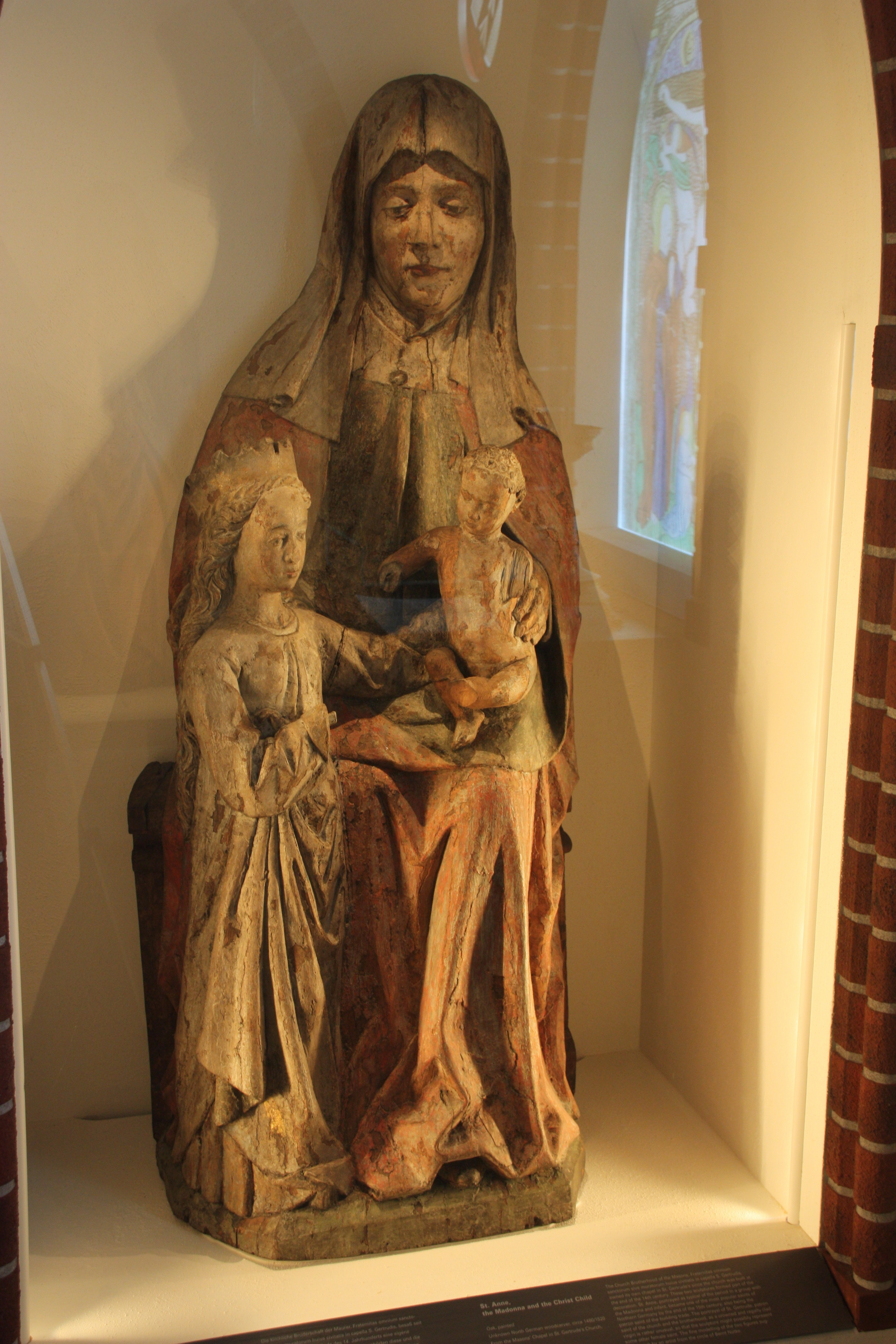
Anna selbdritt
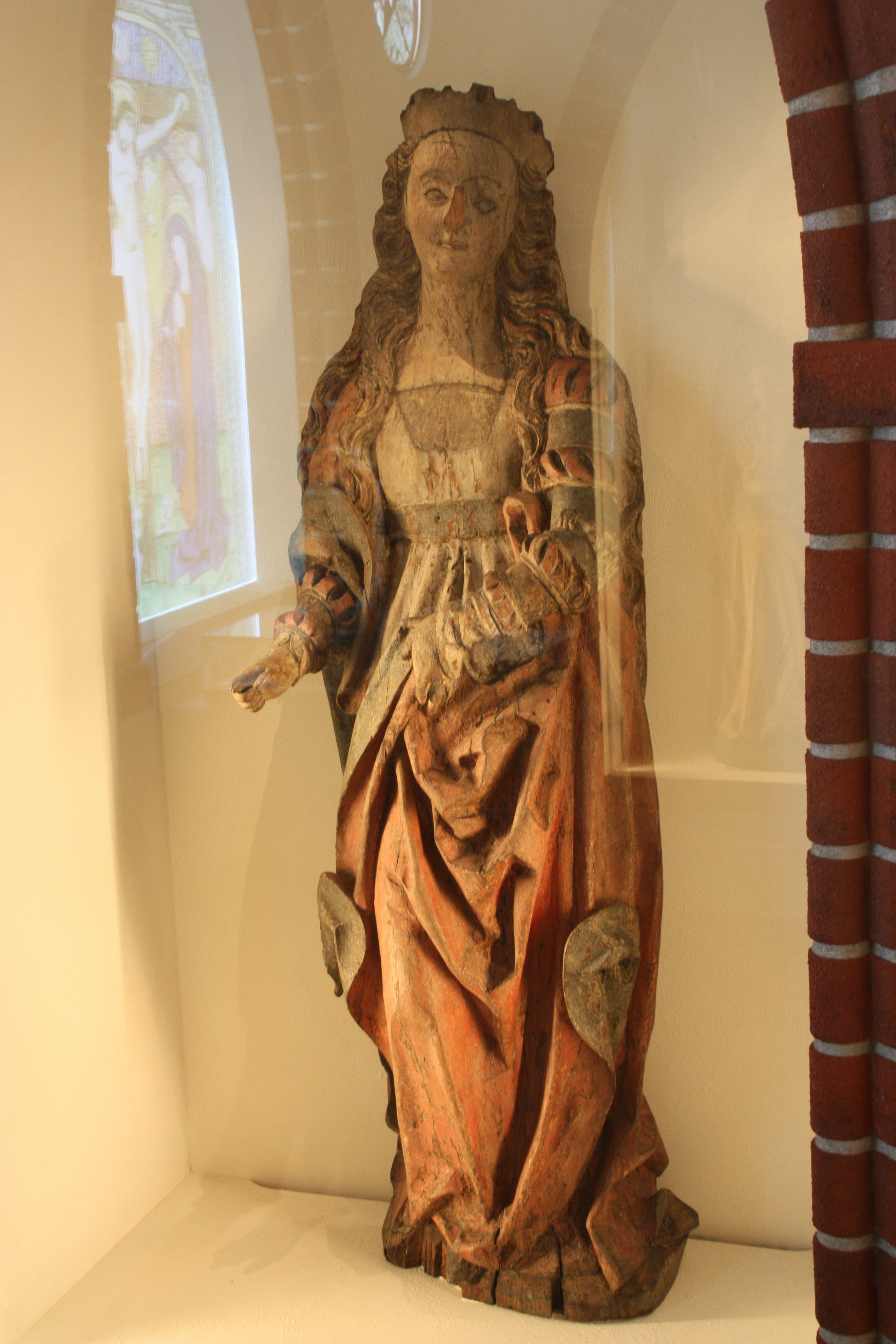
Heiligenfigur, vielleicht die heilige Gertrud
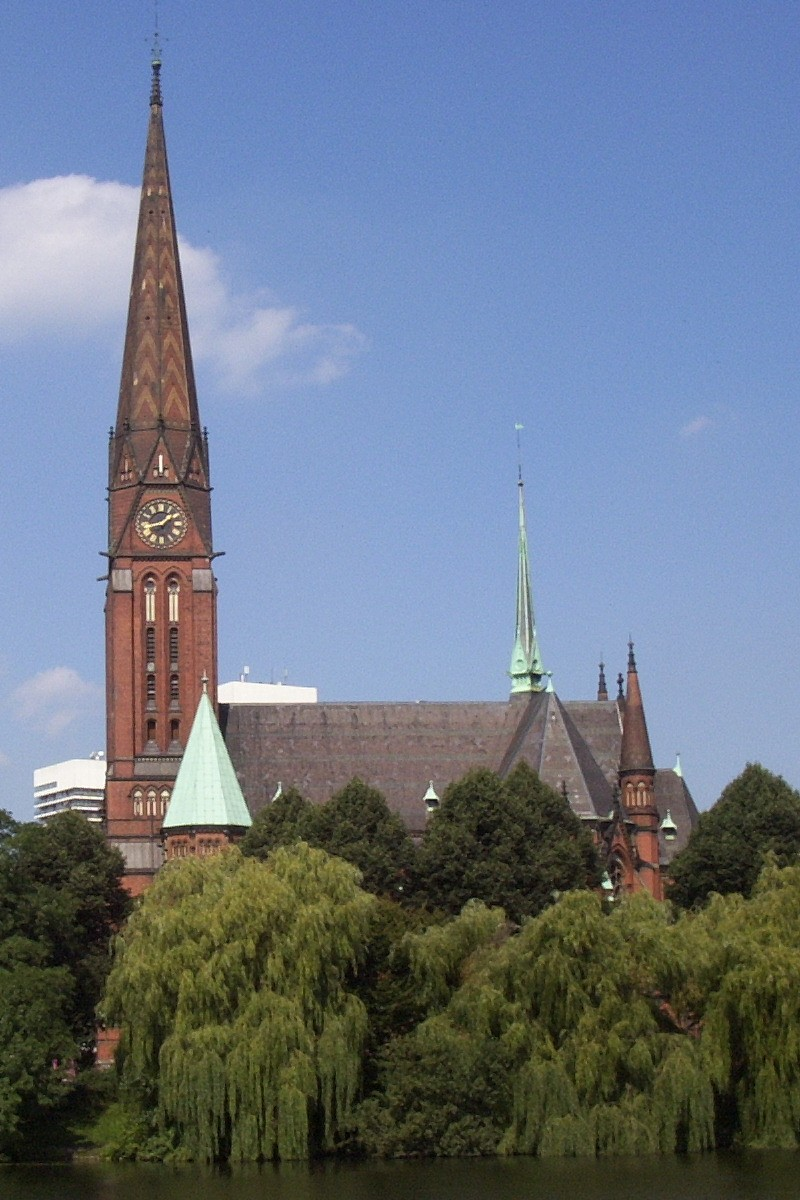
St. Gertrud Uhlenhorst
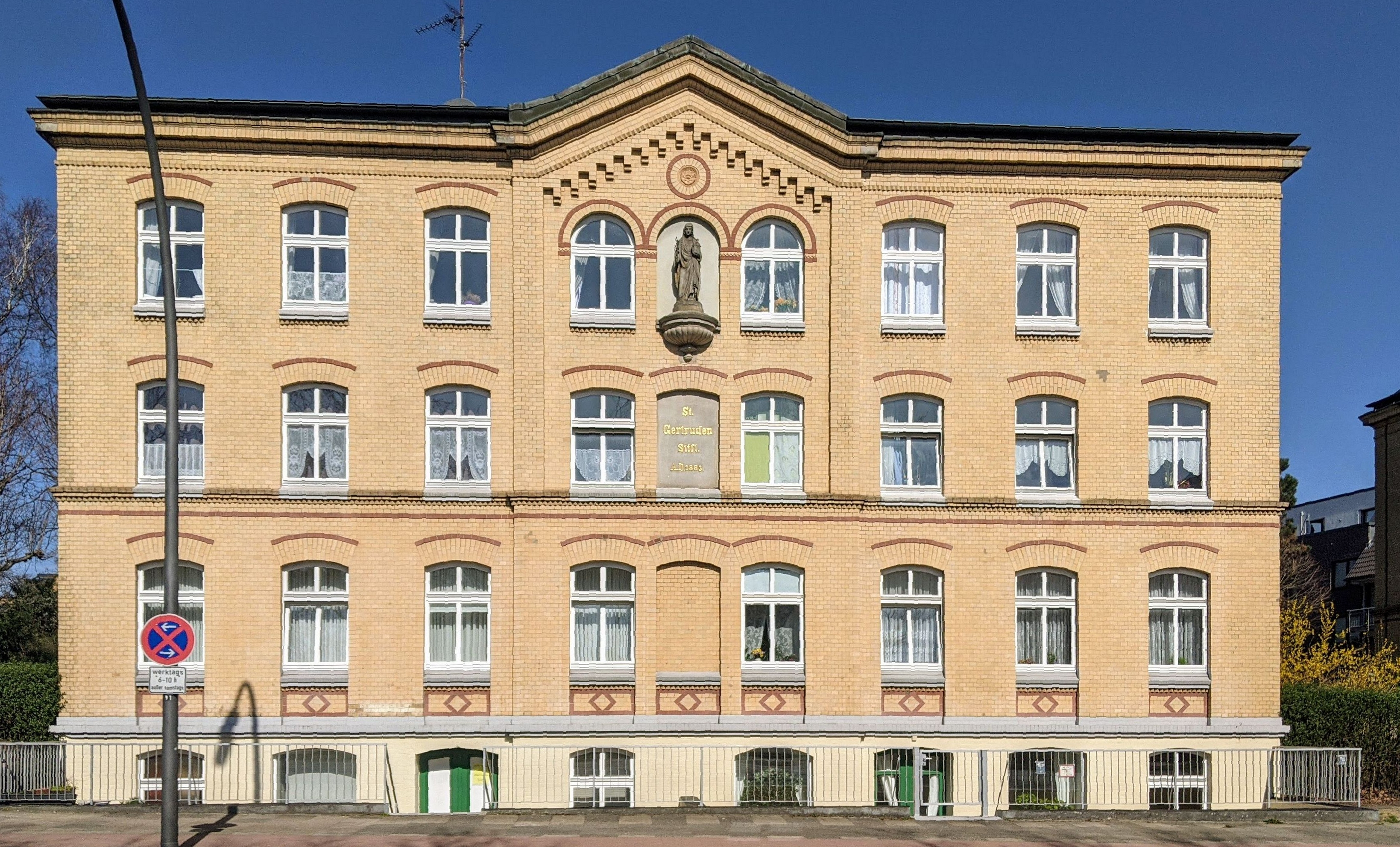
Gertrud-Stift in Borgfelde

## Der Gertrudenkirchhof heute

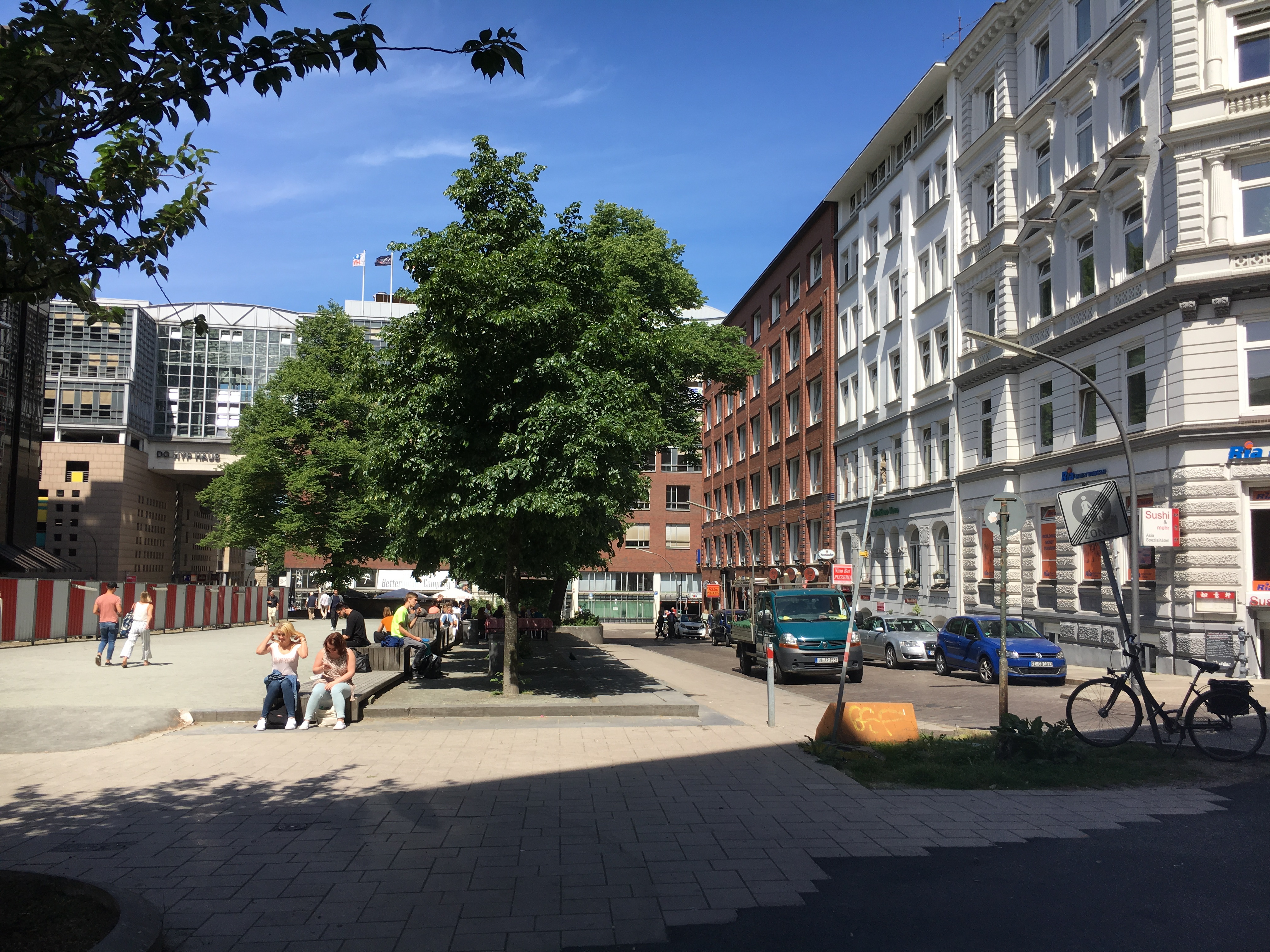
Gertrudenkirchhof 2018

An der Westseite des Platzes befindet sich eines der ältesten Umspannwerke der Stadt, das für die Stromversorgung der Innenstadt von zentraler Bedeutung ist und bis 2023 komplett saniert wurde. Im angrenzenden ehemaligen HEW-Verwaltungstrakt war von 1971 bis 1986 auch die Zentralbibliothek der Hamburger Bücherhallen untergebracht.
Bei der Umgestaltung des unübersichtlichen Parks in einen überschaubaren Platz im Jahr 2006 verschwanden auch die Eingänge zu einem Tiefbunker aus dem Zweiten Weltkrieg. Sein frühes Baujahr (1939/40, ungeklärt) und seine außergewöhnliche Ausstattung (Wasserklosetts, Heizkörper) lassen vermuten, dass es sich um einen Befehlsbunker handelte. Der Park hat einer Spielfläche Platz gemacht, auf der seit 2008 jährlich Der große Preis von Hamburg, ein Pétanque-Leistungsturnier, ausgerichtet wird.